# دامو ستحيل
دامو ستحيل ويعرف باسم كيم پوسبل بحسب لفظه الإنجليزي (بالإنجليزية: Kim Possible)‏، هو مسلسل رسوم متحركة أمريكي من إنتاج ديزني. يدور أحداث هذا المسلسل حول فتاة في سن المراهقة أوكلت إليها مهمة للتعامل مع الجرائم في مختلف أنحاء العالم. تمت دبلجة المسلسل بصوتين لبنانين (دامو وموستا) و بقية الأصوات مصرية ثم صارت في حلقات أخرى كامل الأصوات لبنانية.

## الشخصيات

### الأبطال
- دامو ستحيل (Kim Possible كيم بوسيبل)
  - مؤدية الصوت: كريستي كارلسون رومانو
  - المدبلجة اللبنانية: ألين سعادة
  - المدبلجة المصرية: نهى قيس
- مستاعد (Ron Stoppable رون ستوبابل)
  - مؤدي الصوت: ويل فريدل
  - المدبلج اللبناني: داني بستاني
  - المدبلج المصري: زياد أنور
- فأرون (Rufus روفوس)
  - مؤدية الصوت: نانسي كارترايت
  - المدبلجة اللبنانية:
  - المدبلجة المصرية:

### أسرة دامو
- الأب (Dr. James Timothy Possible دكتور جيمس تيموثي بوسيبل)
  - مؤدي الصوت: غاري كول
  - المدبلج اللبناني:
  - المدبلج المصرية:
- الأم (Dr. Ann Possible دكتورة آن بوسيبل)
  - مؤدية الصوت: جين سمارت
  - المدبلجة اللبنانية:
  - المدبلجة المصرية:
- سين وشين (Jim and Tim Possible جيم وتيم بوسيبل)
  - مؤدي الصوت: شون فليمينغ (المواسم الأول، الثاني والثالث), سبنسر فوكس (المواسم الرابع)
  - المدبلج اللبناني:
  - المدبلج المصري:

### الأصدقاء
- عوض (Wade Load ويد لود)
  - مؤدي الصوت: تاج موري
  - المدبلج اللبناني: مارون حداد
  - المدبلج المصري: أحمد إبراهيم
- يوري (Yori)
  - مؤدية الصوت: كيكو أغينا
  - المدبلجة اللبنانية:
  - المدبلجة المصرية:
- السيد سليم نباح (Steven Barkin ستيفن باركن)
  - مؤدي الصوت: باتريك واربرتون
  - المدبلج اللبناني:
  - المدبلج المصرية:
- بوني دينار (Bonnie Rockwaller بوني روكوالر)
  - مؤدية الصوت: كيرستين ستورم
  - المدبلجة اللبناني:
  - المدبلجة المصرية:

### الأشرار
- دكتور دراكن (Dr. Drakken)
  - مؤدي الصوت: جون ديماغيو
  - المدبلج اللبناني: غسان اسطفان
  - المدبلج المصري: إبراهيم غريب
- شهيرة (Shego شيغو)
  - مؤدية الصوت: نيكول سوليفان
  - المدبلجة اللبنانية: كلودين صفير
  - المدبلجة المصرية: ليليان الشربيني
- السيد سينيور سينيور (Señor Senior, Senior سينيور سينيور سينيور)
  - مؤدي الصوت: ريكاردو مونتالبان (إيرل بون في بضع حلقات)
  - المدبلج اللبناني:
  - المدبلج المصري:
- السيد سينيور جونيور (Señor Senior, Junior سينيور سينيور جونيور)
  - مؤدي الصوت: نيستور كاربونل
  - المدبلج اللبناني:
  - المدبلج المصري:
- بروفسور ديمنتور (Professor Dementor)
  - مؤدي الصوت: باتون أوزوالت
  - المدبلج اللبناني:
  - المدبلج المصري:
- جيف كيليان (Duff Killigan داف كيليغان)
  - مؤدي الصوت: برايان جورج
  - المدبلج اللبناني: جورج دياب
  - المدبلج المصري:
- كف القرد (Monkey Fist مونكي فيست)
  - مؤدي الصوت: توم كين
  - المدبلج اللبناني:
  - المدبلج المصري:
- موتور إد (Motor Ed)
  - مؤدي الصوت: جون ديماغيو
  - المدبلج اللبناني:
  - المدبلج المصري:
- عريق (Erik إيريك)
  - مؤدي الصوت: ريكي أولمان
  - المدبلج اللبناني: عماد فغالي
  - المدبلج المصري:
- وفير ليرة (Frugal Lucre فروغال لوكر)
  - مؤدي الصوت: ريتشارد كيند
  - المدبلج اللبناني:
  - المدبلج المصري:

### شخصيات أخرى
- الملك والي (King Wally)
  - مؤدي الصوت: جون أوهرلي
  - المدبلج اللبناني:
  - المدبلج المصري:
- الأمير والي (Prince Wally)
  - مؤدي الصوت: روب بولسين
  - المدبلج اللبناني: عبدو حكيم
  - المدبلج المصري:
- تحسين شمالي (Timothy North تيموثي نورت)/ابن مقرض المقدام (Fearless Ferret فيرليس فيريت)
  - مؤدي الصوت: آدم وست
  - المدبلج اللبناني:
  - المدبلج المصري:
- رؤوف فروة (Rudolph Farnsworth رودولف فارنزورث)/الشريط الأبيض (White Stripe وايت سترايب)
  - مؤدي الصوت: جون س. مكغينلي
  - المدبلج اللبناني:
  - المدبلج المصري:
- فريد زيتون (Felix Renton فيليكس رنتون)
  - مؤدي الصوت: جيسون مارسدن
  - المدبلج اللبناني: عبدو حكيم
  - المدبلج المصري:

## الأصوات العربية

### نسخة الدبلجة اللبنانية
تمثيل:
- ألين سعادة - دامو ستحيل
- داني بستاني - مستا عد
- مارون حداد - عوض
- غسان اسطفان - دكتور دراكن
- كلودين صفير - شهيرة
- كارلا دكاش
- طوني معلوف
- زينة ملكي
- سمير شمص
- وفاء شرارة
- طوني صاصي
- ربيع بحر صافي
- ديمتري ملكي
- سامر أبو رزق
- ريمون فرنسيس
- سيمون عبيد
- كاتيا أبو دامس
- ماريا إسود
- سامي ضاهر
- خالد السيد
- جورج دياب
- زينة ضاهر
- عبدو حكيم
- أسعد جبور

## وصلات خارجية
- دامو ستحيل على موقع IMDb (الإنجليزية)
- دامو ستحيل على موقع ميتاكريتيك (الإنجليزية)
- دامو ستحيل على موقع روتن توميتوز (الإنجليزية)
- دامو ستحيل على موقع أول موفي (الإنجليزية)
- دامو ستحيل على موقع فيلمافينيتي (الإسبانية)
- دامو ستحيل على موقع كينوبويسك (الروسية)
- دامو ستحيل على موقع ألو سيني (الفرنسية)
- دامو ستحيل على موقع قاعدة بيانات الفيلم (الإنجليزية)
- Disney's Kim Possible في قاعدة بيانات الرسوم المتحركة الكبيرة